# Anders Kvissberg
Anders Kvissberg, född 24 januari 1929 i Skänninge, död 24 april 2018 i Motala, var en svensk sportskytt.
Anders Kvissberg fick sitt genombrott, då han 1951 vann Sportskytteförbundets höstmönstring med armégevär med två poäng över då gällande världsrekord. Vid SM-tävlingarna våren 1952 satte han nytt mästerskapsrekord i korthåll stående. Därmed var han kvalificerad för VM i Oslo, där han blev VM-fyra i korthåll stående.
Vid VM i Caracas 1954 blev han tvåa i 50 m liggande på samma resultat som segraren, och vid VM i Moskva 1958 blev han VM-fyra på samma resultat som segraren i 300 m liggande. I helmatchen (3x40) på 300 m blev han också VM-fyra. 
Vid Bundesschiessen i Hannover 1955 vann han halvmatchen (3x20)  på 50 m med troligen det högsta resultatet som någonsin skjutits i en internationell tävling.
Då den nya 50 m tavlan introducerades i Sverige 1957 med 3x40 blev han än mer överlägsen i Sverige och sportredaktören K-A Larsson på Stockholmstidningen skrev att Kvissberg förvandlade de andra skyttarna till statister. Han vann då svenskt skyttes genom tiderna mest överlägsna tävlingseger – 34 poäng före närmaste konkurrent.
Anders Kvissberg satte under åren därefter tre världsrekord:
- 50 m knästående, Bukarest 1954
- 50 m liggande, Bukarest 1955
- 300 m knästående, Åbo 1957 (9 år)

Anders Kvissberg vann 15 individuella SM-tecken och noterade åtta svenska rekord. Han deltog i OS 1956 och 1960. Anders Kvissberg blev Stor grabb 1955.